# Baba Shrimps
Baba Shrimps ist eine 2006 gegründete Schweizer Band aus der Stadt Zürich.

## Geschichte
Baba Shrimps wurde von Adrian Kübler und René Müller während ihrer gemeinsamen Ausbildung an der Fachschule für Pflege in Zürich, Schweiz, gegründet. Als Duo mit zwei Gitarren und Gesang absolvierten sie erste Auftritte im Freundeskreis. Im selben Jahr stiessen Moritz Vontobel am Schlagzeug und Stephan Grob am Bass dazu. Noch 2008 nahmen die vier als Baba Shrimps einige Songs selbstständig im Bandraum auf und veröffentlichten sie auf der EP Half an Hour. Schlagzeuger Moritz Vontobel fungierte als Produzent der EP und den Vertrieb nahm die Band selbst vor. Sie begannen in kleinen Venues in Zürich aufzutreten und gewannen schnell eine lokale Fangemeinde.
Als vierköpfige Band spielten sie in den darauffolgenden Jahren Konzerte an vielen Festivals und Anlässen in der Schweiz.
Der Musikstil von Baba Shrimps entwickelte sich zwischen 2008 und 2011 weiter in Richtung Folk. Mit dem Release der EP Fruits and the Queen wurden 2011 die Songs dieser Phase festgehalten. Für diese Aufnahme stiess Benjamin Hartwig an Geige und Keyboard zur Band.
2012 startete Luca Burkhalter am Keyboard bei Baba Shrimps. Der Einfluss seiner elektronischen Sounds auf Keyboard und Synthesizer gaben der Band eine neue musikalische Richtung. Die in dieser Zeit entstandenen Songs wurden in Zürich aufgenommen und von Thomas Fessler (u. a. Sina, Hecht, Lovebugs) produziert. Sie erschienen 2014 auf der ersten Langspielplatte Neon und wurden bei Sony Music Entertainment Switzerland veröffentlicht. Kurz vor dem Release des Albums verliess René Müller die Band. Für die Album-Tour wurden Gastmusiker aufgeboten. Im Rahmen dieser Neon-Tour spielten Baba Shrimps viele Konzerte u. a. an Schweizer Festivals und als Support-Act von Bands wie Kodaline im Komplex Zürich und Kings of Leon im Hallenstadion Zürich.
Nach einer längeren Konzertpause verlässt Bassist Stephan Grob 2016 die Band. Von nun an ist die Band im Trio unterwegs.
Der zweite Langspieler Road to Rome wurde in London aufgenommen und von David Kosten (u. a. Snow Patrol, Keane, Enter Shikari) produziert. «Road to Rome» mit der gleichnamigen Hitsingle erschien 2017 und stieg auf Platz 6 in den Schweizer Album Charts ein. Die anschliessende «Road to Rome»-Tour führte Baba Shrimps durch die Schweiz, über England und Deutschland nach Italien.
2017 wurde die Band vom britischen The Great Escape Festival für mehrere Showcases nach Brighton eingeladen. Im Rahmen der Konzertreise drehte die Band ein Akustik-Video zur Single-Auskopplung des Songs Walk a Mile bei den Seven Sisters.
2018 steuerten Baba Shrimps die offizielle Hymne zur Übertragung der Olympischen Spiele in Pyeongchang, Südkorea, auf dem Schweizer Radio und Fernsehen (SRF) bei. Den Song Hurry Hurry und weitere spielten Baba Shrimps auch an einem Konzert im House of Switzerland beim olympischen Dorf in Pyeongchang.
Mitten in den pandemiebedingten Einschränkungen lancieren Baba Shrimps die Konzertreihe «Baba Shrimps machen Ferien» und geben Konzerte fürs kleine Publikum an aussergewöhnlichen Schweizer Feriendestinationen.
Im Frühjahr 2021 veröffentlichten Baba Shrimps ihr drittes Album III, das direkt auf Platz 2 der Schweizer Albumcharts einstieg. Die Songs By the Window und When I'm Old des Albums wurden 2021 von der Zurich Versicherung für ihre aktuellste Werbekampagne ausgewählt.
Mit der Single Rolling Stone (2022, erschienen bei Call of the Grizzly) und der gleichnamigen Tour, verschoben Baba Shrimps 2022 ihren Musikstil mehr in Richtung des klassischen Rocks.

## Stil
Mit den verschiedenen Formationen der Band entwickelte sich auch der Sound stets weiter. Am Anfang war die Musik von Baba Shrimps im Folk angesiedelt, während sie heute zwischen klassischem Rock und elektronischen Sounds pendelt. Alle Bandmitglieder tragen zum Songwriting-Prozess bei, wobei Adrian Kübler hauptsächlich für die Texte verantwortlich ist.

## Diskografie
Alben
- 2008: Half an Hour
- 2011: Fruits and the Queen
- 2014: Neon
- 2017: Road to Rome
- 2021: III
- 2024: Best Days

Singles
- 2018: Hurry Hurry
- 2022: Rolling Stone

## Auszeichnungen
- SRF 3 Best Talent (2014)[9]
- Nomination für den Prix Walo in der Kategorie Newcomer (2015)